# تلمبه حسین‌آقا ۲
تلمبه حسین‌آقا ۲ یک منطقهٔ مسکونی در ایران است که در دهستان کشکوئیه واقع شده‌است.